# نوردیسک فیلم
نوردیسک فیلم (دانمارکی: Nordisk Film) یک شرکت فیلم‌سازی در کشور دانمارک است.
این شرکت در تاریخ ۶ نوامبر ۱۹۰۶ در شهر کپنهاگ تأسیس شده و در زمینه ساخت فیلم سینمایی و برنامه‌های تلویزیونی و همین‌طور توزیع فیلم فعالیت می‌کند.

## فیلم‌های ساخته شده
- آتلانتیس (۱۹۱۳)
- تیر و کمان سنگی (۱۹۹۳)
- برادران (۲۰۰۴)
- قتل شبه عمد (۲۰۰۵)
- کپی (۲۰۰۹)
- دختری با خالکوبی اژدها (۲۰۰۹)
- صدای همهمه (۲۰۱۰)
- رستگاری (۲۰۱۴)